# HD 208527
HD 208527 är en ensam stjärna belägen i den mellersta delen av stjärnbilden Pegasus. Den har en skenbar magnitud av ca 6,39 och är mycket svagt synlig för blotta ögat där ljusföroreningar ej förekommer. Baserat på parallaxmätning inom Hipparcosuppdraget på ca 2,5 mas, beräknas den befinna sig på ett avstånd på ca 1 300 ljusår (ca 400 parsek) från solen. Den rör sig bort från solen med en heliocentrisk radialhastighet på ca 5 km/s.

## Egenskaper
HD 219828 är en röd jättestjärna av spektralklass M1 III baserat på dess dimensioner och låga ytgravitation, som har förbrukat förrådet av väte i dess kärna och utvecklats bort från huvudserien. Den har en massa som är ca 1,6 solmassor, en radie som är ca 51 solradier och har en effektiv temperatur av ca 4 000 K.

## Planetsystem
Från september 2008 till juni 2012 observerades HD 208527 av laget B.-C. Lee, I. Han och M.-G. Park med "högupplöst spektroskopi i spektrografen vid Bohyunsan Optical Astronomy Observatory (BOAO)". År 2012 härleddes med metoden för mätning av radiell hastighet en exoplanet med vid bana, som i november fick beteckningen HD 208527 b. Tillsammans med HD 220074 b är detta en av de två första planeterna som observerats vid en röd jätte.
| Planet | Massa         | Halv storaxel (AE) | Siderisk omloppstid (d) | Excentricitet | Inklination | Radie |
| ------ | ------------- | ------------------ | ----------------------- | ------------- | ----------- | ----- |
| b      | ≥9,9 ± 1,7 MJ | 2,1 ± 0,2          | 875,5 ± 5,8             | 0,08 ± 0,04   | -           | -     |